# Helmut Wollang
Helmut Wollang (* 26. September 1901 in Berlin; † nach 1946) war SS-Sturmbannführer und Mitarbeiter im SS-Hauptamt Volksdeutsche Mittelstelle.

## Leben
Der gelernte Verkäufer meldete sich zum Ende des Ersten Weltkriegs im Jahre 1918 freiwillig zum Kriegsdienst. Zum Einsatz an der Front kam er aber nicht wegen des Endes der Kampfhandlungen. Er meldete sich dann als Freiwilliger bei der Sturmabteilung des V. Armeekorps, wobei er bei Kämpfen an der Grenze in Schlesien beteiligt war.
Als 1919 in Berlin der Spartakusaufstand stattfand, kämpfte er im Regiment Reichstag gegen die Aufständischen. Am Kapp-Putsch nahm er als Angehöriger der II. Marine-Brigade Ehrhardt teil. Anschließend kämpfte er in der 3. Marinebrigade in Oberschlesien.
Als 1921 in Oberschlesien erneut Kämpfe ausbrachen, nahm er an diesen unter Hauptmann Adolf Gutknecht im Bataillon Wenndorf teil. Die Berliner Teilnehmer dieser Kämpfe im Oberschlesischen Selbstschutz gründeten die Gruppe Verein ehemaliger Oberschlesier.
Diese Gruppe, die angeblich nur Erinnerungen der Kämpfe in Oberschlesien pflegen sollte, wurde aber nach dem Mord an Walther Rathenau aufgelöst. Danach schloss er sich der Schwarzen Reichswehr an. Im Jahre 1920 wurde er Mitglied der Deutschnationalen Volkspartei (DNVP).
Wollang wurde republikweit bekannt, als er im Zusammenhang mit dem Fememord an Erich Pannier, der im Jahre 1923 ermordet wurde, festgenommen wurde. Er hatte zusammen mit dem Feldwebel Walter Schirmann Pannier in Gewahrsam genommen. Während jedoch Wollang keine weitere Beteiligung an dem Mord nachgewiesen wurde, verurteilte das zuständige Berliner Gericht am 2. Februar 1926 Schirmann zum Tode. Dieser wurde vom preußischen Justizministerium begnadigt und kam so wie die anderen beiden Mörder am 15. Dezember 1929 frei.
Wollang konnte bei den Nationalsozialisten mit seiner bisherigen Karriere schnell landen. Mitglied in der SA wurde er am 1. Oktober 1929. Am 1. November 1929 trat er der NSDAP bei (Mitgliedsnummer 160.792). Auf Weisung des Reichsführers SS konnte der SA-Sturmbannführer am 1. April 1942 in die SS als SS-Hauptsturmführer übertreten (SS-Nummer 3.085). Nachdem er zum SS-Sturmbannführer befördert worden war, konnte er im SS-Hauptamt der Volksdeutschen Mittelstelle ab dem 21. Juni 1944 tätig werden.